# Cal Guinard
Cal Guinard és una masia del municipi de Castellfollit de Riubregós (Anoia) inclòs en l'Inventari del Patrimoni Arquitectònic de Catalunya.

## Descripció
Pairalia formada per diversos edificis al voltant d'una central, que conformen la casa i les edificacions auxiliars. La casa principal ha sofert moltes modificacions i dues de les seves façanes han sigut restaurades a finals del segle XX/principis del XXI.